# Air Tahiti
Air Tahiti is een regionale Frans-Polynesische geprivatiseerde luchtvaartmaatschappij.

## Geschiedenis
In 1950 werd het bedrijf opgericht onder de naam Air Tahiti. In 1953 werd het echter genationaliseerd en kreeg het de naam Reseau Aerien Interinsulaire.
Dit werd weer overgenomen door het Franse TAI. In 1970 werd de naam Air Tahiti weer ingevoerd.

In 1987 werd Air Tahiti opgekocht door Polynesische investeerders waardoor het een lokaal zelfstandig bedrijf werd.

## Vloot
De vloot van Air Tahiti bestaat in juni 2017 uit:
- 2 ATR-42-600
- 6 ATR-72-500
- 4 ATR-72-600